# Силковый узел
Силко́вый у́зел — временный узел, который появился на основе опыта отлова пернатых. Рекомендован к изучению по программам школ безопасности и выживания. Относят к удавкам; обладает свойством плавно и равномерно затягиваться при тяге за коренной конец верёвки. Вязка узла — проста. Удобен для силков.

## Способ завязывания
1. Завязать бегущий простой узел.
2. Вдеть образовавшуюся петлю в ближайший к петле полуузел.
3. Затянуть.